# Fredric Burenstam
Fredric Burenstam, född 20 maj 1782, död 29 maj 1828 i Stockholm, var en svensk militär.
Fredric Burenstam var son till brukspatronen Olof Burenstam (1752-1821) och Carolina Camitz (1757–1835) som var dotter till brukspatronen Johan Johansson Camitz (1720-1779). Han blev student vid Uppsala universitet 1796, avlade kansliexamen 1799, blev extraordinarie kanslist i utrikesexpeditionen 1800 och kornett vid lätta livdragonerna samma år. Burenstam blev löjtnant vid lätta livdragonerna 1803 och ryttmästare där 1805. Han deltog bland annat i slaget vid Oravais och tilldelades 1809 guldmedalj för tapperhet i fält. Burenstam deltog i slaget vid Grossbeeren och slaget vid Dennewitz, blev överstelöjtnant i armén 1814, major vid livgardet 1816, andre major 1818 och överste i armén 1818. Han var överste och sekundchef för Livregementets dragonkår 1820–1826. Burenstam blev generaladjutant 1822, generalmajor 1824 och var tillförordnad chef för kronprinsens generalstab samma år. Han erhöll avsked med rätt att kvarstå som generalmajor i armén 1826 och avsked ur krigstjänsten 1827.
Fredric Burenstam blev ledamot av Krigsvetenskapsakademien 1821. Han blev riddare av Svärdsorden 1814 och kommendör av Svärdsorden 1825. Burenstam avled ogift och ligger begraven på Johannes kyrkogård i Stockholm, där en gravvård uppfördes.